# 烏達內塔市 (塔奇拉州)

烏達內塔市（西班牙語：Municipio Urdaneta），是委內瑞拉的一個市，位於該國西南部塔奇拉州，首府設於德利西亞斯，始建於1883年8月18日，面積192平方公里，海拔高度1,480米，2011年人口6,828，人口密度每平方公里32.49人。